# (614688) 2011 KN36
(614688) 2011 KN36 est un transneptunien de magnitude absolue 6,91. Son diamètre est estimé à 140 km.